# Stilbula atkinsoni
Stilbula atkinsoni är en stekelart som först beskrevs av Mani och Urvashi Dubey 1974.  Stilbula atkinsoni ingår i släktet Stilbula och familjen Eucharitidae. Inga underarter finns listade i Catalogue of Life.